# Lorina Essomba
Lorina Essomba, née le 16 décembre 2002, est une escrimeuse camerounaise pratiquant le sabre.

## Carrière
Elle a été championne de France N2 senior en 2023.
En 2024, Lorina Essomba échoue en finale du tournoi de qualification olympique d'Alger en s'inclinant contre la Tunisienne Yasmine Daghfous (10-15). La même année, elle efface cette déception en remportant le titre de championne d'Afrique à Casablanca en l'absence de la favorite Saoussen Boudiaf. 

## Palmarès
- Championnats d'Afrique d'escrime
  -  Médaille d'or aux championnats d'Afrique 2024 à Casablanca

## Classement en fin de saison
| Année | 2018 | 2019 | 2020 | 2021 | 2022 | 2024 |
| ----- | ---- | ---- | ---- | ---- | ---- | ---- |
| Rang  | 381  | 203  | 171  | 150  | 234  |      |